# Lappe (Adelsgeschlecht)

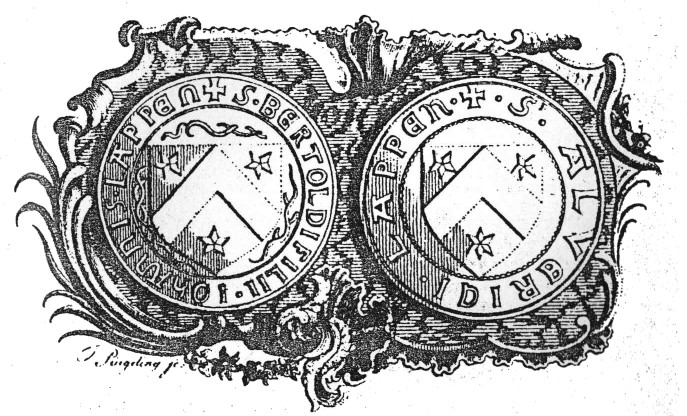
Siegelabdruck des Wappens der Familie Lappe aus einer Urkunde von 1352.

Das Geschlecht Lappe (auch die Lappen) war ein Grundherrengeschlecht im Land Hadeln.
Die Familie ist von den wappenverschiedenen westfälischen Lappe zu unterscheiden.

## Geschichte
Das Geschlecht ist von 1315 bis 1419 nachweisbar. Spätere Namensträger sind dem Geschlecht nicht eindeutig zuordenbar. Mitglieder werden in Urkunden als Ritter (miles) oder Knappen (famuli oder armigeri) bezeichnet. 1393 bezeichneten sie sich als „Knappen des Erzstifts Bremens“. Sie waren formal Gefolgsleute der Herzöge von Sachsen-Lauenburg, die das Land Hadeln kolonisierten und besaßen.
1324 verpfändete Herzog Erich I. von Sachsen-Lauenburg für 200 Mark Gerichtsrechte in den Kirchspielen Wolde und Groden an Wolderich Lappe, die diesem gute Einkünfte sicherten. Aus Urkunden der Jahre 1329 und 1332 kann man auf Wolderichs wichtige Stellung im Land Hadeln schließen. 

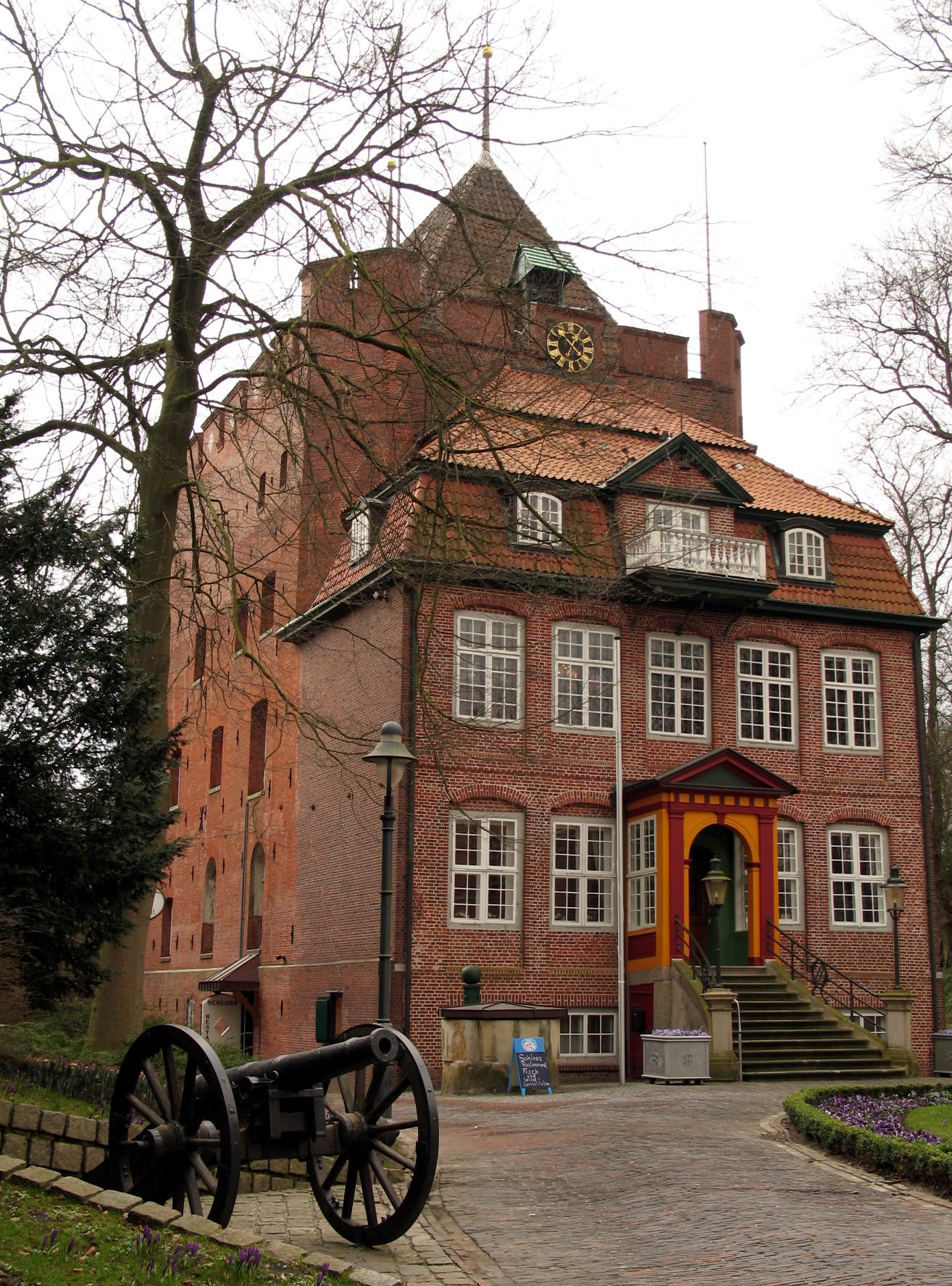
Schloss Ritzebüttel

1355 stellte ein Alverich Lappe sein „Steinhaus“ Erich III. von Sachsen-Bergedorf zur Verfügung, da er in Hadeln nicht über eigene Möglichkeiten verfügte, seine Rechte durchzusetzen. Ob mit dem Steinhaus schon der Turm in Ritzebüttel gemeint ist, der spätestens seit 1370 Sitz der Familie Lappe war, ist nicht gesichert. 1357 musste Erich Hamburg gegenüber die Kaufleute vor Raub sichern und sich verpflichten, gegen Räuber im Land Hadeln vorzugehen, sowie den Zugang zum Turm auf Neuwerk zu gewähren. Hamburgs Interesse in Hadeln und auf Neuwerk lagen vor allem in der Sicherung der Unterelbe vor See- und Strandraub. Die Familie Lappe wird in dieser Vereinbarung nicht genannt. 1349 hatten sich schon fünf Mitglieder dieser Familie Lappe, die in einem Teil Hadelns die Gerichtsbarkeit ausübten, für ein Jahr verpflichtet, gegen Raub an Hamburg und anderen Kaufleuten vorzugehen. Ähnliche Vereinbarungen sind auch für spätere Jahre bezeugt. Die Familie Lappe erhielt jährlich 20 Mark von Hamburg. Außerdem erhielten sie 10 Mark vom Turmhauptmann von Neuwerk. 1372 übernahm Hamburg die Gerichtsrechte selbst. In den 1370er und Anfang der 1380er Jahre bestanden enge Kontakte zwischen Willekin Lappe und Hamburg. 1378 stand Willekin auf Seiten Hamburgs bei einer Auseinandersetzung zwischen Erich IV. von Sachsen-Lauenburg und Hamburg, bei der Wilken von Erich gefangen genommen wurde. 1370 hatte er noch gelobt, Erich „mit Leib und Gut und seinem Schloss Ritzebüttel zu Diensten sitzen“ zu wollen. 1382 kam es zu Kämpfen zwischen der Familie Lappe und Erich IV. von Sachsen-Lauenburg. Dabei verloren die Lappen ihre Besitzungen in Nordleda und mussten Erich huldigen. 1390 wurde Wolde Lappe Vertreter des Grafen im lauenburgischen Teil Hadelns. 
1393 eroberte Hamburg mithilfe eines Aufgebots aus Wursten ihren Turm in Ritzebüttel. Die Ursache für den Wandel der Verhältnisse zwischen der Familie Lappe und Hamburg sind nicht bekannt. Vorher hatten die Lappen einen Anschlag auf den Turm auf Neuwerk verübt, der Hamburg als Vorwand gedient haben könnte, seine Interessen an der Unterelbe selbst auszuüben. Ein Jahr später, 1394, mussten Wolder und Alverich Lappe sowohl Ritzebüttel als auch ihren Eigenbesitz im Land Hadeln an Hamburg für 2000 Mark verkaufen.

## Wappen

Wappen von Nordleda

Das Wappen ist durch Siegelabdrücke bezeugt, die Farben sind nicht bekannt. Es zeigt einen Sparren, in den Teilflächen befindet sich je ein Stern, der fünf- oder sechseckig erscheint. Es wird seit 1938 von der Gemeinde Nordleda im oberen Feld des Wappens getragen. 

## Ehrungen
- Seit dem 6. November 1922 sind in Cuxhaven-Ritzebüttel die Lappestraße und der Lappeplatz nach ihnen benannt.